# Лапедона
Лапедона (итал. Lapedona) насеље је у Италији у округу Фермо, региону Марке.
Према процени из 2011. у насељу је живело 480 становника. Насеље се налази на надморској висини од 240 м.

## Становништво
| 1936. | 1951. | 1961. | 1971. | 1981. | 1991. | 2001. | 2011. |
| ----- | ----- | ----- | ----- | ----- | ----- | ----- | ----- |
| 1.856 | 1.942 | 1.672 | 1.306 | 1.143 | 1.168 | 1.148 | 1.175 |